# 1989年の映画
1989年の映画（1989ねんのえいが）では、1989年（昭和64年/平成元年）の映画分野の動向についてまとめる。
1988年の映画 - 1989年の映画 - 1990年の映画

## 出来事

### 世界
- 3月3日 - 米国・ロサンゼルス、日本映画見本市開幕[1]。
- 4月1日 - 『火垂るの墓』（高畑勲監督）が第1回モスクワ青少年映画祭グランプリ受賞[1]。
- 4月3日 - 米メジャースタジオのMGM/UAがUAスタジオ部門を売却[1]。
- 4月30日 - イタリアの映画監督セルジオ・レオーネ死去[1]。
- 5月23日 - 『黒い雨』（今村昌平監督）、第42回カンヌ国際映画祭で、高等技術委員会賞グランプリ、および、全キリスト教会審査委員会優秀作品賞受賞[2]。
- 7月24日 - 米出版大手タイムによるワーナー・コミュニケーションズ買収決定[3]。新会社「タイム・ワーナー」発足[3]。
- 8月9日 - 日本ビクター、ロサンゼルスにラルゴ・エンタテイメント（英語版）社を設立[3]。
- 9月15日 - 『千利休 本覺坊遺文』（熊井啓監督）、第46回ヴェネツィア国際映画祭銀獅子賞（監督賞）受賞[3][注 1]。
- 9月27日 - ソニー、米コロンビア映画買収[3]。翌28日には映画・テレビ製作会社グーパー・ピータースエンターティンメント社買収[3]。
- 11月1日 - 東映国際部、『黒い雨』（今村昌平監督）をパリで拡大公開[2]。世界24か国とMG〔ミニマム・ギャランティ=最低保証金〕付歩合で成約、総額120万USドルと海外セールス好調[2]。
- 11月21日 - 『あ・うん』（降旗康男監督）、第34回アジア太平洋映画祭作品賞受賞[3]。
- 11月30日 - 俳優・三船敏郎が仏芸術文化勲章受章[3]。

### 日本
- 1月
  - 1月7日
    - 昭和天皇崩御[1]。
    - 映画館は半旗掲出、一部では興行を自粛したところも[1]。
    - 東宝の対応は、弔旗の掲揚、弔辞の掲出、従業員の喪章着用、弔意の場内放送、休憩時間の音楽・CFの中止、呼び込み・場外放送の中止、華美なネオンサインの消灯など、2日間弔意を示した[1]。

  - 1月14日 - 『将軍家光の乱心・激突』（降旗康男監督）、ヒット[2]。
  - 1月16日 - 新宿ロマン劇場、64年の歴史を終え閉館[1]。
- 2月
  - 2月1日 - 東映、オリジナル・ムービー・シネマの先駆けとなる「東映Vシネマ」の製作発表[1]。3月10日、東映と東映ビデオ共同で「Vシネマ」を発売、のちにブームに[1]。
  - 2月9日 - 漫画家・手塚治虫死去[1]。
  - 2月10日 - 東京調布市・にっかつ撮影所、第5スタジオで東北新社使用の撮影機材から出火、1人死亡[1][4]。
  - 2月26日 - 渋谷東宝劇場、渋谷スカラ座、渋谷文化劇場の3館が再開発のため閉館[1]。
- 3月
  - 3月11日
    - 映画「ドラえもん」シリーズ10作目、『ドラえもん のび太の日本誕生』/『ドラミちゃん ミニドラSOS!!!』公開、大ヒット[1]。
    - 『オルゴール』（黒土三男監督）、東映洋画系で封切、ヒット[5]。
    - 東京・丸の内東映パラスが「丸の内シャンゼリゼ」と改称[5][1]。

  - 3月17日 - 東宝映像美術、東宝アド・センターが参加した『アジア太平洋博覧会』が開幕（9月3日まで）[1]。
  - 3月18日 - 脚本家・菊島隆三死去[1]。
  - 3月20日
    - 松竹・東映相談役、東京急行電鉄会長五島昇死去[1]。
    - 赤坂プリンスホテルで東映配給、スタジオジブリ制作の長編アニメーション映画・「魔女の宅急便」の製作発表会が開かれ、宮崎駿（プロデューサー、脚本、監督）、角野栄子（童話絵本作家）、徳間康快（徳間書店代表取締役社長）、都築幹彦（ヤマト運輸代表取締役社長）、高木盛久（日本テレビ代表取締役社長）が出席[6]。

  - 3月25日 - 東宝映像美術、東宝企画、東宝アド・センターが参加した『横浜博覧会』が開幕（10月1日まで）[1]。
- 4月
  - 4月1日
    - 消費税（3%）導入に伴い、入場税廃止[7]。
    - ジョイパックフィルムが「ヒューマックスピクチャーズ」、ジョイパックシネマが「ヒューマックスシネマ」と改称[1]。

  - 4月17日 - サンリオ、毎年夏休みに東宝系で「サンリオアニメフェスティバル」を公開すると発表[1]。
  - 4月22日 - 『もっともあぶない刑事』（村川透監督）、東映洋画系で封切、連続ヒット[2]。
- 5月
  - 5月13日 - 『黒い雨』（今村昌平監督）、東京・丸の内シャンゼリゼで先行ロードショー[2]。
  - 5月24日 - にっかつ社長に若松正雄就任[1]。
- 6月
  - 6月1日 - NHK衛星放送、本放送開始[1]。8月1日、有料化[1]。
  - 6月10日 - 『社葬』（舛田利雄監督）封切、好調なスタート[2]。
  - 6月24日 - 美空ひばり（歌手・俳優）死去[3]。7月6日、女性初の国民栄誉賞追贈[3]。7月22日、東宝、日本コロムビア、コマ・スタジアムの3社による合同葬[3]。
- 7月
  - 7月6日 - 角川春樹事務所作品『天と地と』、東宝から東映に配給を変更[3]。
  - 7月17日 - 脚本家・井手雅人死去[3]。
  - 7月29日 - 『魔女の宅急便』（宮崎駿監督）、東映洋画系で封切、ヒット[2]。
- 8月
  - 8月3日 - 成人映画配給・新日本映像設立[3]。
  - 8月29日 - 総務庁、連続幼女誘拐殺人事件に関連して社会問題化した残酷ホラー・ビデオの規制強化を提唱[3]。
  - 8月30日 - 統括・東宝、制作・東宝映像美術の「東武ワールドスクウェア」のミニチュア建築物展示のデモンストレーションを東宝スタジオで開催[3]。
- 9月
  - 9月3日 - 東京・渋谷に「Bunkamura」オープン[3]。ル・シネマ1・2開場[3]。
  - 9月22日 - 映団連、映画館に対する公的規制緩和を関係省庁に陳情[3]。
- 10月
  - 10月7日 - 渋谷ジョイシネマ1.2開場[3]。
- 11月
  - 11月6日 - 俳優・松田優作死去[3]。
  - 11月16日 - 東宝日比谷ビル（日比谷シャンテ）建築業協会賞受賞[3]。
- 12月
  - 12月23日 - 東京・丸の内東映劇場、大改装しリニューアル・オープン[2]。

## 日本の映画興行
- 入場料金（大人）
  - 1,600円[8][9]
  - 映画館・映画別
    - 1,500円（松竹、正月映画『男はつらいよ 寅次郎サラダ記念日』）[10]
    - 1,500円（松竹、8月公開『男はつらいよ 寅次郎心の旅路』）[11]

  - 1,585円（統計局『小売物価統計調査（動向編） 調査結果』[12] 銘柄符号 9341「映画観覧料」）[13]
- 入場者数 1億4357万人[14] - 1987年（昭和62年）の1億4393万人を下回るワースト記録[15]。〔ただし、1991年にはワースト記録を更新する。〕レンタルビデオの影響が大きく、また、前年からの昭和天皇のご闘病での自粛ムード、消費税導入など、映画が一般の話題になる余地がなかった[15]。ただし、入場料金の値上げがあったため興行収入は約3%のアップ[15]。
- 興行収入 1666億8100万円[14]
- 家庭用ビデオテープレコーダ(VTR)の普及率 63.7% (内閣府「消費動向調査」)[16]

| 配給会社 | 配給本数 | 配給本数 | 配給本数 | 年間配給収入  | 概要 |
| 配給会社 | 新作     | 再映     | 洋画     | 前年対比      | 概要 |
| -------- | -------- | -------- | -------- | ------------- | --- |
| 松竹     | 19       | 19       | 19       | 64億7658万円  | 正月映画『男はつらいよ 寅次郎サラダ記念日』（12.5億円）、第2弾『座頭市』（11億円）とヒットが続き、秋の勝負作『利休』（12.7億円）は作品の高評価も伴うヒット。これらのヒットは若手プロデューサー奥山和由を抜擢した映像渉外室の貢献が大きい。山城新伍監督の『せんせい』、ジェームス三木監督の『善人の条件』（3億円）、和田勉監督の『ハリマオ』の3本は失敗。初の海外ロケをした『男はつらいよ 寅次郎心の旅路』（8.6億円）は不本意な成績。松竹富士配給の『226』は配収11.5億円。 |
| 松竹     | 19       | 0        | 0        | 168.2%        | 正月映画『男はつらいよ 寅次郎サラダ記念日』（12.5億円）、第2弾『座頭市』（11億円）とヒットが続き、秋の勝負作『利休』（12.7億円）は作品の高評価も伴うヒット。これらのヒットは若手プロデューサー奥山和由を抜擢した映像渉外室の貢献が大きい。山城新伍監督の『せんせい』、ジェームス三木監督の『善人の条件』（3億円）、和田勉監督の『ハリマオ』の3本は失敗。初の海外ロケをした『男はつらいよ 寅次郎心の旅路』（8.6億円）は不本意な成績。松竹富士配給の『226』は配収11.5億円。 |
| 東宝     | 24       | 24       | 24       | 105億7727万円 | 5年連続の年間配給収入100億円突破。配給収入10億円の大台を突破した作品は『ドラえもん のび太の日本誕生』（20.2億円）と『…これから物語 〜少年たちのブルース〜』 / 『ふ・し・ぎ・なBABY』（10億円）の2番組のみという寂しい一年となった。『彼女が水着にきがえたら』（8億円）、『どっちにするの。』（8億円）、『千利休 本覺坊遺文』（7.5億円）、『君は僕をスキになる』（8億円）はクリーンヒット。夏の『ガンヘッド』の失敗が大きかった。                                          |
| 東宝     | 24       | 0        | 0        | 66.6%         | 5年連続の年間配給収入100億円突破。配給収入10億円の大台を突破した作品は『ドラえもん のび太の日本誕生』（20.2億円）と『…これから物語 〜少年たちのブルース〜』 / 『ふ・し・ぎ・なBABY』（10億円）の2番組のみという寂しい一年となった。『彼女が水着にきがえたら』（8億円）、『どっちにするの。』（8億円）、『千利休 本覺坊遺文』（7.5億円）、『君は僕をスキになる』（8億円）はクリーンヒット。夏の『ガンヘッド』の失敗が大きかった。                                          |
| 東映     | 30       | 30       | 30       | 99億7941万円  | 洋画部扱いの『魔女の宅急便』（21.5億円）、『オルゴール』（14億円）が高配収番組となった。東映本体の映画は『夏のまんがまつり』（7.2億円）がトップという寂しさ。同じ洋画部扱いでも『悲しい色やねん』、『ガラスの中の少女』は失敗。一時は隆盛したアダルト路線もピークを過ぎた。 |
| 東映     | 27       | 0        | 3        | 109.9%        | 洋画部扱いの『魔女の宅急便』（21.5億円）、『オルゴール』（14億円）が高配収番組となった。東映本体の映画は『夏のまんがまつり』（7.2億円）がトップという寂しさ。同じ洋画部扱いでも『悲しい色やねん』、『ガラスの中の少女』は失敗。一時は隆盛したアダルト路線もピークを過ぎた。 |

出典:「1989年度日本映画・外国映画業界総決算 日本映画」『キネマ旬報』1990年（平成2年）2月下旬号、キネマ旬報社、1990年、174 - 176頁。

## 各国ランキング

### 日本配給収入ランキング
| 順位 | 題名                                         | 製作国             | 配給                 | 配給収入 |
| ---- | -------------------------------------------- | ------------------ | -------------------- | -------- |
| 1    | インディ・ジョーンズ/最後の聖戦              | アメリカ合衆国の旗 | UIP                  | 44.0億円 |
| 2    | レインマン                                   | アメリカ合衆国の旗 | UIP                  | 33.0億円 |
| 3    | 魔女の宅急便                                 | 日本の旗           | 東映                 | 21.5億円 |
| 4    | ドラえもん のび太の日本誕生                  | 日本の旗           | 東宝                 | 20.2億円 |
| 5    | カクテル                                     | アメリカ合衆国の旗 | ワーナー・ブラザース | 17.0億円 |
| 6    | ロジャー・ラビット                           | アメリカ合衆国の旗 | ワーナー・ブラザース | 14.4億円 |
| 7    | オルゴール                                   | 日本の旗           | 東映                 | 14.0億円 |
| 8    | ブラック・レイン                             | アメリカ合衆国の旗 | UIP                  | 13.5億円 |
| 9    | 利休                                         | 日本の旗           | 松竹                 | 12.7億円 |
| 10   | 男はつらいよ 寅次郎サラダ記念日 釣りバカ日誌 | 日本の旗           | 松竹                 | 12.5億円 |

出典:1989年配給収入10億円以上番組 - 日本映画製作者連盟

### 全世界興行収入ランキング
| 順位 | 題名                                 | スタジオ                  | 興行収入     |
| ---- | ------------------------------------ | ------------------------- | ------------ |
| 1    | インディ・ジョーンズ/最後の聖戦      | パラマウント映画          | $474,171,806 |
| 2    | バットマン                           | ワーナー・ブラザース      | $411,348,924 |
| 3    | バック・トゥ・ザ・フューチャー PART2 | ユニバーサル・スタジオ    | $331,950,002 |
| 4    | ベイビー・トーク                     | トライスター ピクチャーズ | $296,999,813 |
| 5    | いまを生きる                         | ブエナ・ビスタ            | $235,860,116 |
| 6    | リーサル・ウェポン2/炎の約束         | ワーナー・ブラザース      | $227,853,986 |
| 7    | ミクロキッズ                         | ブエナ・ビスタ            | $222,724,172 |
| 8    | ゴーストバスターズ2                  | コロンビア ピクチャーズ   | $215,394,738 |
| 9    | リトル・マーメイド                   | ブエナ・ビスタ            | $211,343,479 |
| 10   | 7月4日に生まれて                     | ユニバーサル・スタジオ    | $161,001,698 |

出典:“1989 Worldwide Box Office Results”.  Box Office Mojo. 2015年12月12日閲覧。

### 北米興行収入ランキング
| 順位 | 題名                                 | スタジオ             | 興行収入     |
| ---- | ------------------------------------ | -------------------- | ------------ |
| 1.   | バットマン                           | ワーナー・ブラザース | $251,188,924 |
| 2.   | インディ・ジョーンズ/最後の聖戦      | パラマウント         | $197,171,806 |
| 3.   | リーサル・ウェポン2                  | ワーナー・ブラザース | $147,253,986 |
| 4.   | ベイビー・トーク                     | トライスター         | $140,088,813 |
| 5.   | ミクロキッズ                         | ディズニー           | $130,724,172 |
| 6.   | バック・トゥ・ザ・フューチャー PART2 | ユニバーサル         | $118,450,002 |
| 7.   | リトル・マーメイド                   | ディズニー           | $111,494,738 |
| 8.   | ドライビング Miss デイジー           | ワーナー・ブラザース | $106,593,296 |
| 9.   | バックマン家の人々                   | ユニバーサル         | $100,047,830 |
| 10.  | いまを生きる                         | タッチストーン       | $95,860,116  |

出典:“1989 Domestic Yearly Box Office Results”.  Box Office Mojo. 2015年12月13日閲覧。

## 日本公開映画
1989年の日本公開映画を参照。

## 受賞
- 第62回アカデミー賞
  - 作品賞 - 『ドライビング MISS デイジー』
  - 監督賞 - オリバー・ストーン（『7月4日に生まれて』）
  - 主演男優賞 - ダニエル・デイ＝ルイス（『マイ・レフトフット』）
  - 主演女優賞 - ジェシカ・タンディ（『ドライビング Miss デイジー』）

- 第47回ゴールデングローブ賞
  - 作品賞 (ドラマ部門) - 『7月4日に生まれて』
  - 主演女優賞 (ドラマ部門) - ミシェル・ファイファー（『恋のゆくえ/ファビュラス・ベイカー・ボーイズ』）
  - 主演男優賞 (ドラマ部門) - トム・クルーズ（『7月4日に生まれて』）
  - 作品賞 (ミュージカル・コメディ部門) - 『ドライビング Miss デイジー』
  - 主演女優賞 (ミュージカル・コメディ部門) - ジェシカ・タンディ（『ドライビング Miss デイジー』）
  - 主演男優賞 (ミュージカル・コメディ部門) - モーガン・フリーマン（『ドライビング Miss デイジー』）
  - 監督賞 - オリヴァー・ストーン（『7月4日に生まれて』）

- 第55回ニューヨーク映画批評家協会賞 - 『マイ・レフトフット』

- 第42回カンヌ国際映画祭
  - パルム・ドール - 『セックスと嘘とビデオテープ』（スティーヴン・ソダーバーグ）
  - 監督賞 - エミール・クストリッツァ（『ジプシーのとき』）
  - 男優賞 - ジェームズ・スペイダー（『セックスと嘘とビデオテープ』）
  - 女優賞 - メリル・ストリープ（『A Cry In the Dark』）

- 第46回ヴェネツィア国際映画祭
  - 金獅子賞 - 『悲情城市』（侯孝賢)

- 第39回ベルリン国際映画祭
  - 金熊賞 - 『レインマン』 (バリー・レヴィンソン)

- 第13回日本アカデミー賞
  - 最優秀作品賞 - 『黒い雨』（今村昌平）
  - 最優秀主演男優賞 - 三國連太郎（『釣りバカ日誌』『利休』）
  - 最優秀主演女優賞 - 田中好子（『黒い雨』）

- 第32回ブルーリボン賞
  - 作品賞 - 『どついたるねん』
  - 主演男優賞 - 三國連太郎（『利休』）
  - 主演女優賞 - 田中好子（『黒い雨』）
  - 監督賞 - 舛田利雄（『社葬』）

- 第63回キネマ旬報ベスト・テン
  - 外国映画第1位 - 『ダイ・ハード』
  - 日本映画第1位 -  『黒い雨』

- 第44回毎日映画コンクール
  - 日本映画大賞 - 『黒い雨』

- 第5回芸術作品賞
  - 映画関係（長編映画）
    - 『黒い雨』
    - 『利休』

  - 映画関係（短編映画）
    - 『有明海の干潟漁』[18]
    - 『土と炎と人と -清水卯一のわざ-』[19][20]

## 誕生
- 1月10日 - 石黒英雄、日本の俳優
- 1月25日 - 多部未華子、日本の女優
- 2月25日 - 花澤香菜、日本の声優
- 3月6日 - 岩田剛典、日本の俳優
- 3月7日 - 永山絢斗、日本の俳優
- 3月9日 - 千葉雄大、日本の俳優
- 3月21日 - 佐藤健、日本の俳優
- 4月1日 - 杉本有美、日本の女優
- 4月26日 - 水崎綾女、日本の女優
- 4月28日 - 佐野和真、日本の俳優
- 5月19日 - 久保ユリカ、日本の声優
- 5月23日 - 夏菜、日本の女優
- 5月30日 - 満島真之介、日本の俳優
- 6月3日 - 潘めぐみ、日本の声優
- 6月5日 - 中島愛、日本の声優
- 6月14日 - 溝端淳平、日本の俳優
- 6月23日 - 竹達彩奈、日本の声優
- 7月3日 - 賀来賢人、日本の俳優
- 7月23日 - ダニエル・ラドクリフ、イギリスの俳優
- 8月1日 - 黒川智花、日本の女優
- 8月15日 - 岡田将生、日本の俳優
- 9月27日 - 大久保瑠美、日本の声優
- 10月16日 - 柄本時生、日本の俳優
- 10月18日 - 仲里依紗、日本の女優
- 11月8日 - 小林涼子、日本の女優
- 12月16日 - 桐谷美玲、日本の女優
- 12月27日 - 内田真礼、日本の声優

## 死去
| 日付 | 日付                     | 名前                        | 国籍                        | 年齢       | 職業               |
| 1月  | 3日                      | 才賀明                      | 日本の旗                    | 56         | 脚本家             |
| 1月  | 8日                      | ケネス・マクミラン          | アメリカ合衆国の旗          | 56         | 俳優               |
| 1月  | 23日                     | 高橋良明                    | 日本の旗                    | 16         | 俳優               |
| 1月  | 31日                     | 芥川也寸志                  | 日本の旗                    | 63         | 作曲家             |
| 2月  | 3日                      | ジョン・カサヴェテス        | アメリカ合衆国の旗          | 60         | 映画監督・俳優     |
| 2月  | 4日                      | 岡島艶子                    | 日本の旗                    | 80         | 女優               |
| 2月  | 9日                      | 手塚治虫                    | 日本の旗                    | 60         | 漫画家             |
| 3月  | 3日                      | 大坂志郎                    | 日本の旗                    | 69         | 俳優               |
| 3月  | 4日                      | 南廣                        | 日本の旗                    | 60         | 俳優               |
| 3月  | 13日                     | 嵯峨善兵                    | 日本の旗                    | 79         | 俳優               |
| 3月  | 18日                     | 菊島隆三                    | 日本の旗                    | 75         | 脚本家             |
| 3月  | 24日                     | 荒木道子                    | 日本の旗                    | 72         | 女優               |
| 4月  | 24日                     | クライド・ジェロニミ        | アメリカ合衆国の旗          | 87         | 映画監督           |
| 4月  | 26日                     | ルシル・ボール              | アメリカ合衆国の旗          | 77         | 女優               |
| 4月  | 30日                     | 殿山泰司                    | 日本の旗                    | 73         | 俳優               |
| 4月  | 30日                     | セルジオ・レオーネ          | イタリアの旗                | 60         | 映画監督           |
| 5月  | 9日                      | 吉田義昭                    | 日本の旗                    | 57         | 脚本家             |
| 5月  | 19日                     | アントン・ディフリング      | ドイツの旗                  | 70         | 俳優               |
| 5月  | 21日                     | 原泉                        | 日本の旗                    | 84         | 女優               |
| 5月  | 25日                     | 増田順司                    | 日本の旗                    | 73         | 俳優               |
| 6月  | 2日                      | 渡辺岳夫                    | 日本の旗                    | 56         | 作曲家             |
| 6月  | 9日                      | 大塚国夫                    | 日本の旗                    | 55         | 俳優、声優         |
| 6月  | 15日                     | レイ・マカナリー            | アイルランドの旗            | 63         | 俳優               |
| 6月  | 24日                     | 美空ひばり                  | 日本の旗                    | 52         | 歌手               |
| 6月  | 28日                     | ヨリス・イヴェンス          | オランダの旗 · フランスの旗 | 90         | 映画監督           |
| 7月  | 2日                      | フランクリン・J・シャフナー | アメリカ合衆国の旗          | 69         | 映画監督           |
| 7月  | 10日                     | メル・ブランク              | アメリカ合衆国の旗          | 81         | 声優               |
| 7月  | 11日                     | ローレンス・オリヴィエ      | イギリスの旗                | 82         | 俳優・映画監督     |
| 7月  | 17日                     | 井手雅人                    | 日本の旗                    | 69         | 脚本家             |
| 7月  | 18日                     | レベッカ・シェイファー      | アメリカ合衆国の旗          | 21         | 女優               |
| 7月  | 25日                     | 小山いと子                  | 日本の旗                    | 88         | 作家               |
| 7月  | 29日                     | 辰巳柳太郎                  | 日本の旗                    | 84         | 俳優               |
| 8月  | 1日                      | 松井潤子                    | 日本の旗                    | 82         | 女優               |
| 8月  | 16日                     | アマンダ・ブレイク          | アメリカ合衆国の旗          | 60         | 女優               |
| 8月  | 18日                     | 古関裕而                    | 日本の旗                    | 80         | 作曲家             |
| 9月  | 20日                     | 大橋史典                    | 日本の旗                    | 74         | 俳優、彫刻家       |
| 10月 | 4日                      | グレアム・チャップマン      | イギリスの旗                | 48         | コメディアン・俳優 |
| 10月 | 6日                      | ベティ・デイヴィス          | アメリカ合衆国の旗          | 81         | 女優               |
| 10月 | 16日                     | コーネル・ワイルド          | アメリカ合衆国の旗          | 74         | 俳優               |
| 10月 | 20日                     | アンソニー・クエイル        | イギリスの旗                | 76         | 俳優               |
| 10月 | 26日                     | 浦辺粂子                    | 日本の旗                    | 87         | 女優               |
| 11月 | 4日                      | 隆慶一郎                    | 日本の旗                    | 66         | 脚本家             |
| 11月 | 6日                      | 松田優作                    | 日本の旗                    | 40         | 俳優               |
| 11月 | 22日                     | 丸山誠治                    | 日本の旗                    | 77         | 映画監督           |
| 12月 |                          |                             |                             |            |                    |
| 6日  | 岩間鶴夫                 | 日本の旗                    | 76                          | 映画監督   |                    |
| 6日  | 中村是好                 | 日本の旗                    | 89                          | 俳優       |                    |
| 6日  | ジョン・ペイン           | アメリカ合衆国の旗          | 77                          | 俳優       |                    |
| 11日 | 森川公也                 | 日本の旗                    | 57                          | 俳優、声優 |                    |
| 16日 | シルヴァーナ・マンガーノ | イタリアの旗                | 59                          | 女優       |                    |
| 16日 | リー・ヴァン・クリーフ   | アメリカ合衆国の旗          | 64                          | 俳優       |                    |
| 19日 | ジョルジュ・ルーキエ     | フランスの旗                | 80                          | 映画監督   |                    |